# Puzur-Inshushinak
Puzur-Inshushinak o Puzur-Inšušinak, en elamita Kutik-Inšušinak ("el que prega a Inshushinak, una divinitat elamita) va ser l'últim rei de la dinastia elamita d'Awan al segle xxiii aC.
Va succeir al rei Khita, i era potser el seu nebot o el seu net. D'aquest rei n'han quedat moltes inscripcions. Sembla que es va independitzar totalment de Xar-Kali-Xarri, rei d'Accad, regne que mantenia un domini sobre Elam des del temps del rei Sargon. Va ser un rei molt actiu, tant des del punt de vista militar i conqueridor com per les seves edificacions i la nova organització del país que va establir. Per aquests motius va ser un monarca conegut i poderós. No se sap si va perdre el seu poder davant dels gutis, que atacaven la regió, però sí que després d'ell va accedir al tron d'Elam l'anomenada dinastia de Simaixki.
Les inscripcions que parlen d'ell, moltes de tema administratiu, van ser trobades principalment a Susa, escrites en llengua protoelamita, i també en escriptura cuneïforme on s'utilitza la llengua elamita, i altres en accadi, cosa que dona a entendre la creixent influència de l'Imperi Accadi sobre Elam.